# 纤细长妙吸虫
纤细长妙吸虫（学名：[Carmyerius synethes] 错误：{{Lang}}：文本有斜体标记（帮助））为腹袋科长妙属的动物。分布于非洲以及中国大陆的福建、浙江等地，营寄生生活，宿主水牛、黄牛、Bos kerabau以及寄生于瘤胃。